# Alex Caffi
Alex Caffi (n. 18 martie 1964, Rovato, Lombardia, Italia) este un pilot italian de Formula 1 care a evoluat în Campionatul Mondial între anii 1986 și 1992.

## Cariera în Formula 1
| Sezon | Echipă                            | Puncte | Loc clasament general |
| ----- | --------------------------------- | ------ | --------------------- |
| 1986  | Osella Squadra Corse              | 0      | -                     |
| 1987  | Osella Squadra Corse              | 0      | -                     |
| 1988  | BMS Scuderia Italia               | 0      | -                     |
| 1989  | BMS Scuderia Italia               | 4      | 19                    |
| 1990  | Footwork Arrows Racing            | 2      | 16                    |
| 1991  | Footwork Grand Prix International | 0      | -                     |
| 1992  | Andrea Moda Formula               | 0      | -                     |